# Кравченко Микола Григорович (старшина)
Микола Григорович Кравченко (20 липня 1923, Самотоївка — 23 листопада 2008) — учасник німецько-радянської війни. Повний кавалер ордена Слави.

## Біографія
Народився 20 липня 1923 року у селі Самотоївка (нині Краснопільський район Сумської області) в селянській родині. Українець. Освіта — сім класів. Після школи працював у колгоспі.
У Червоній Армії з серпня 1941 року. Брав участь у боях під Харковом, Ростовом-на-Дону. Воював на Курській дузі, визволяв Україну, Білорусь, Латвію і Литву.
Орденом Слави 3-го ступеня розвідник 199-ого гвардійського стрілецького полку гвардії рядовий Микола Кравченко був нагороджений взимку 1944 року. В бою за село Блини Невельського району (нині Псковська область) він одним з перших увірвався в траншею противника і разом із побратимом знищив 7 ворожих вояків та захопив полоненого.
Під час наступу в районі станції Лужки в тому ж районі розвідник знов першим увірвався в окоп противника та знищив двох солдатів. Наступного дня при відбитті контратаки Кравченка було важко поранено. 10 травня 1944 року нагороджений орденом Слави 2-го ступеня.
Влітку 44-го, тепер зв'язківець, гвардії єфрейтор Микола Кравченко в бою на Вітебській землі під вогнем противника виправив більше 20 поривів телефонного кабелю, тим самим забезпечивши безперебійний зв'язок між спостережним пунктом та стрілецьким батальйоном. В той же день виніс з поля бою важкопораненого побратима. Наступного — налагодив радіосполучення через річку Західна Двіна. Указом Президії Верховної Ради СРСР від 24 березня 1945 року за зразкове виконання завдань командування в боях з німецько-фашистськими загарбниками гвардії єфрейтор Кравченко Микола Григорович нагороджений орденом Слави 1-го ступеня (№ 1399). Став повним кавалером ордена Слави.
У 1945 році старшина микола Кравченко був демобілізований. Мешкав у селі Думівка Краснопільського району Сумської області. Працював механізатором у колгоспі. З 1971 року — на пенсії. У 1985 році нагороджений орденом Вітчизняної війни 1-го ступеня. Помер 23 листопада 2008 року. Похований у селі Думівка. В селищі Краснопілля встановлена пам'ятна таблиця Миколі Григоровичу Кравченко.